# Hilfe zum Aufbau oder zur Sicherung einer Lebensgrundlage
Die Hilfe zum Aufbau oder zur Sicherung einer Lebensgrundlage war eine Leistung der Sozialhilfe, die in § 30 BSHG geregelt war.
Sinn und Zweck der Leistung war die Förderung der Aufnahme einer selbständigen Tätigkeit. So konnte etwa die Beschaffung von Gegenständen gefördert werden, die zur Aufnahme eines eigenen Betriebs zwingend notwendig waren. Die Förderung der Aufnahme einer nichtselbständigen Tätigkeit über diese Vorschrift war zwar nicht ausdrücklich ausgeschlossen, aber in der Praxis sehr selten, da insoweit vorrangige Ansprüche anderer Leistungsträger (vor allem die Bundesagentur für Arbeit) bestanden. Die Bewilligung stand in pflichtgemäßem Ermessen der Behörde, ein Rechtsanspruch bestand nicht.
Zuletzt hatte diese Vorschrift eine völlig untergeordnete Bedeutung, in der Stadt Bremen etwa gab es jährlich lediglich 50 Fälle, in denen diese Leistung bewilligt wurde. Mit der Umstellung der Sozialhilfe im Jahr 2005 entfiel diese Leistung für das SGB XII ersatzlos. Eine ähnliche Leistung existiert heute aber im SGB II in Form der Leistungen zur Eingliederung von Selbständigen.